# Río Misa
El río Misa es un corto río costero de Italia de la vertiente del mar Adriático, un río apenínico de carácter prevalentemente torrencial; nace en las laderas suroccidentales del anticlinal de Arcevia en la zona de San Donnino que se encuentra en el municipio de Arcevia, en la provincia de Ancona.
Este río de las Marcas, recorre 48 kilómetros dentro de la región. El río fluye hacia el noreste cerca de Arcevia y Serra de' Conti. El río desemboca en el mar Adriático cerca de Senigallia.